# Trachelopachys bidentatus
Trachelopachys bidentatus là một loài nhện trong họ Trachelidae.
Loài này thuộc chi Trachelopachys. Trachelopachys bidentatus được Albert Tullgren miêu tả năm 1905.